# Салинг

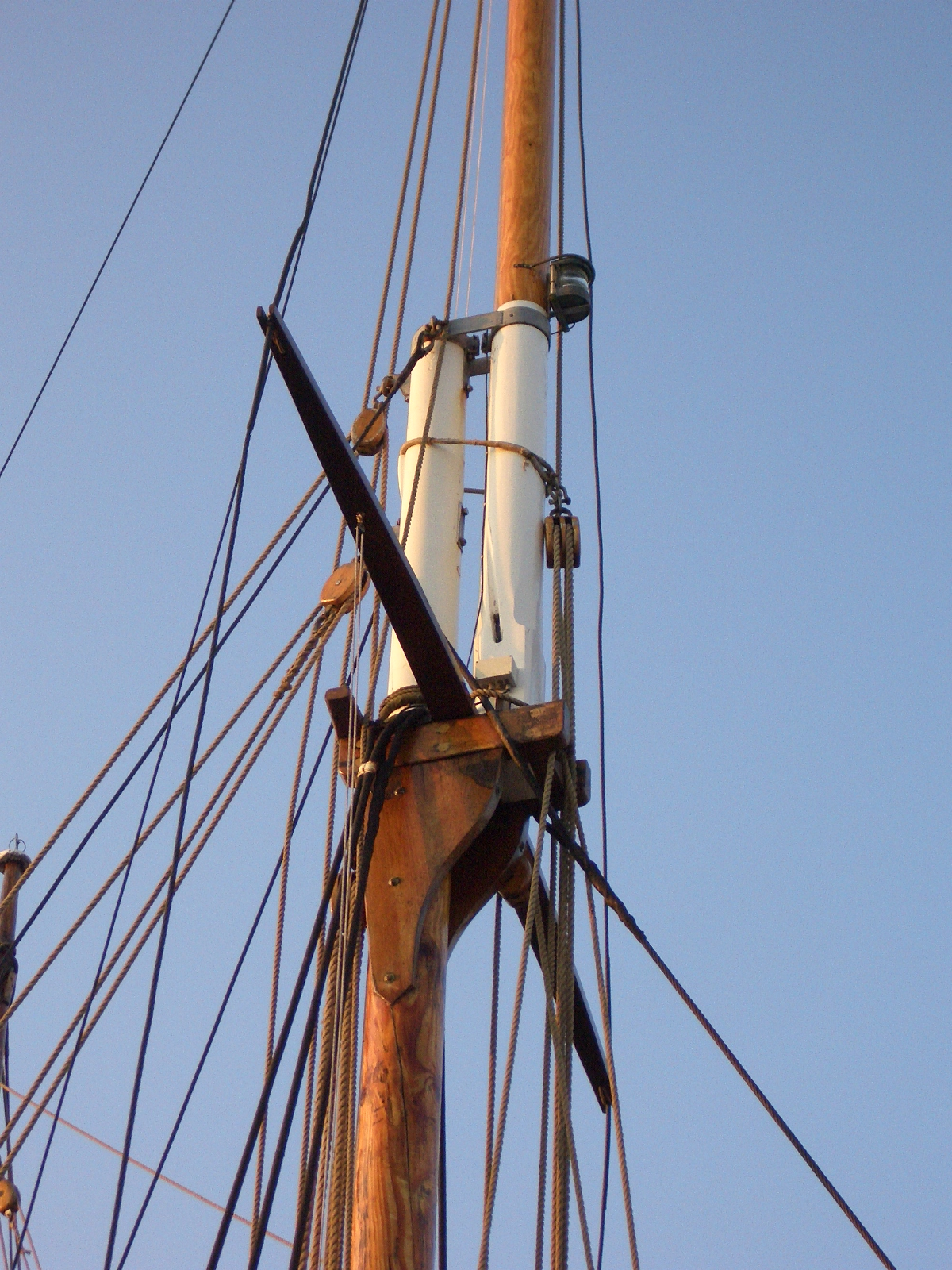
Общий вид крепления стеньги к мачте

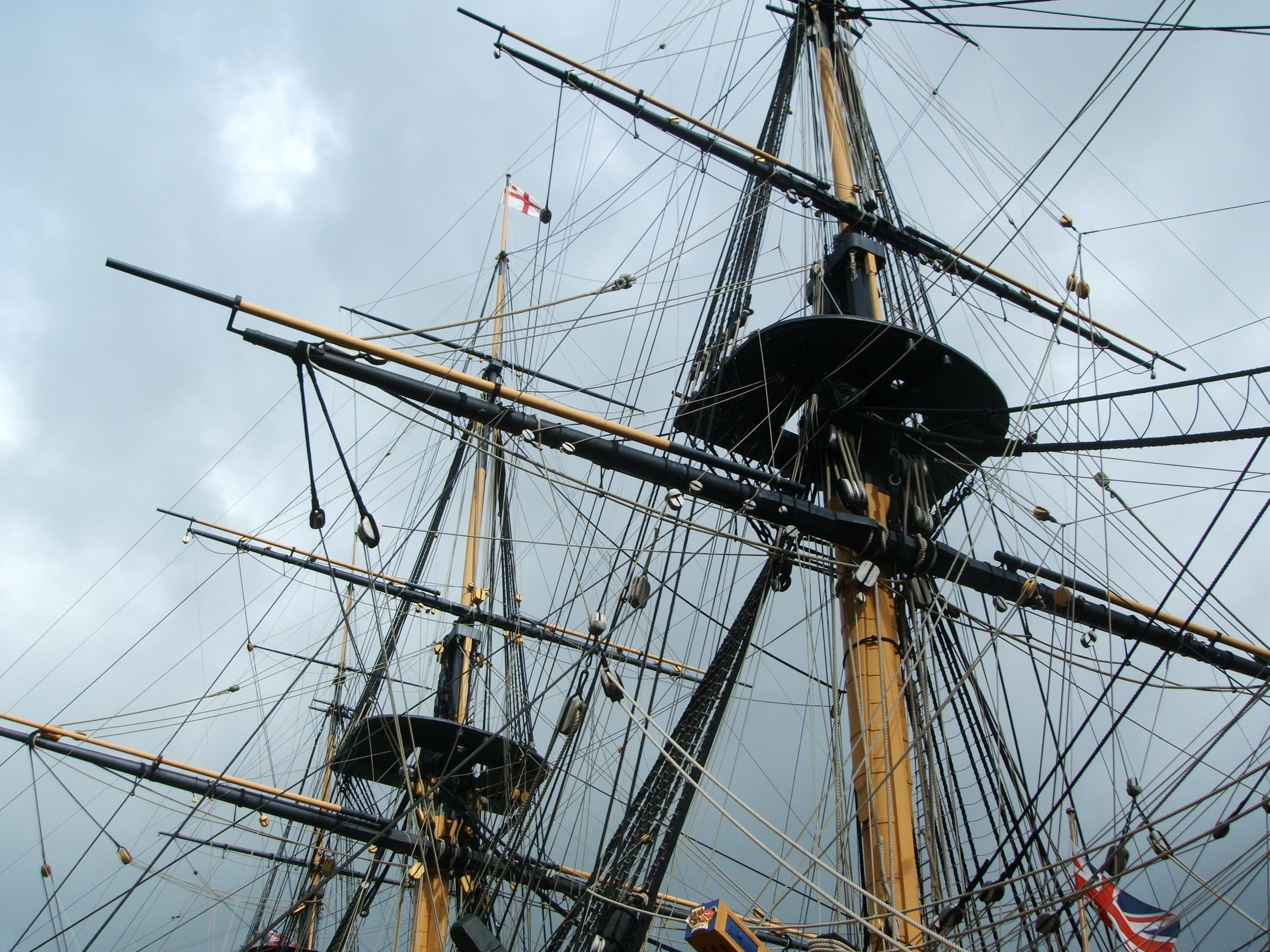
Марсы

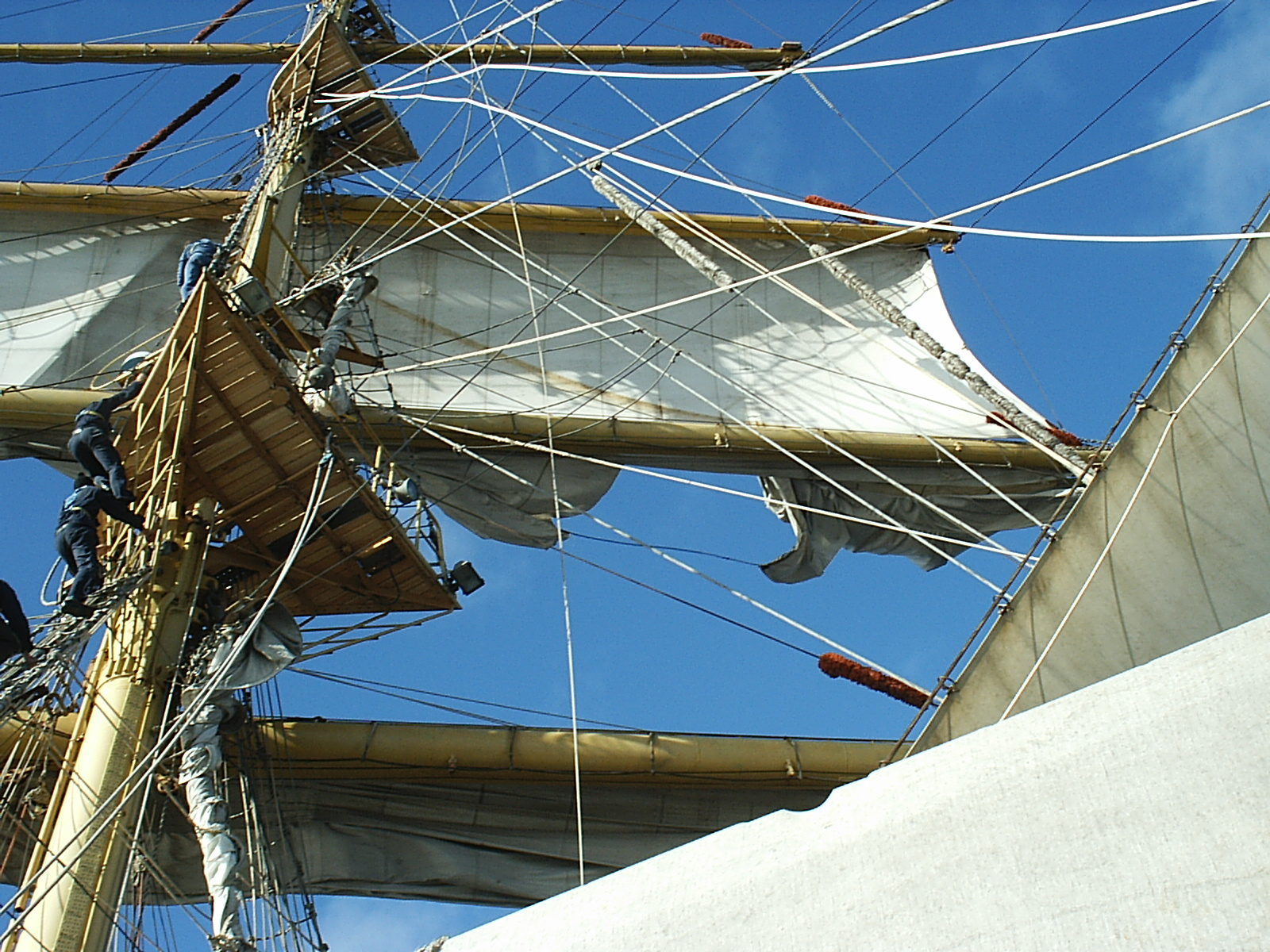
Технологические площадки, оборудованные на салингах

Са́линг (от нидерл. zaling или нж.-нем. saling — «брусья, положенные крестообразно для крепления стеньг») — часть рангоута, деревянная или металлическая рамная конструкция, состоящая из продольных (лонга-салингов) и поперечных (краспиц) брусьев, служащая для соединения частей вертикального рангоута (мачты) и её продолжения в высоту — стеньги или стеньги и брам-стеньги), предназначена также для отвода бакштагов (брам-бакштагов, бом-брам-бакштагов) и для разноса в стороны вант (стень-вант, брам-вант и бом-брам-вант). Иногда салинги служат опорой для наблюдательных и технологических площадок (марсов, см. фото справа).

## Конструкция
В верхней части мачты (под самым топом) имеется четырёхгранный пояс — ахтканты. С двух сторон мачты на ахтканты болтами крепятся консолеобразные накладки чиксы, у которых по краям иногда делаются канавки кипы. На чиксы укладываются продольные брусья лонга-салинги, на которые ставятся поперечные брусья краспицы.
Назначение лонга-салингов и краспиц — поддерживать стеньгу и марс.
Нижний конец стеньги проходит между лонга-салингами с передней стороны мачты и укрепляется от падения вниз коротким поперечным брусом (чекою), называемым шлагтовом, загоняемым поверх лонга-салингов.
Нижняя часть стеньги между лонга-салингами и эзельгофтом называется шпором. На нижнем конце шпора имеется цапфа квадратного сечения, которая находится между лонга-салингами. В шпоре прорезано квадратное отверстие шлагтовная дыра для специальной чеки шлагтова, выступавшие части которого лежат на лонга-салингах и поддерживают стеньгу. Кроме этого, в шпоре стеньги обычно вырезают наклонное прямоугольное отверстие — шкив-гат, где помещается шкив, через который проходит стень-вынтреп, предназначенный для подъёма и спуска стеньги.
В верхней части стеньги также имеются ахтканты, на верхнюю часть которых опирается салинг стеньги, также состоящий из лонга-салингов и краспиц. В ахткантах стеньги есть шкив-гат со шкивом для прохода фала верхнего марса-рея.
Чтобы предохранить огоны вант от перетирания острыми краями лонга-салингов, на них закрепляли бруски дерева, имеющие форму четверти круга, называемые мачтовыми подушками, или калвами.
В зависимости от принадлежности к той или иной мачте салинг носит название фор-салинг, грот-салинг, крюйс-салинг.
На современных парусных яхтах салингом иногда называют узел, состоящий из краспиц и их креплений к мачте.

## Комментарии
1. ↑  Два боковых бруса — ст. «Чиксы» // «Глоссарй.ru»